# ノートブルガ (小惑星)
ノートブルガ (626 Notburga) は小惑星帯に位置する小惑星。ドイツの天文学者アウグスト・コプフによりハイデルベルクで発見された。
オーストリア、チロル地方の聖女ノトブルガに因んで命名された。
2006年に三重県で掩蔽が観測された。